# Sede titolare di Anea
Anea (in latino Anaea) è una sede sede titolare della Chiesa cattolica.

## Storia
Anea, identificabile con Soğucak (distretto di Kuşadası) nell'odierna Turchia, è un'antica sede episcopale della provincia romana di Asia nella diocesi civile omonima. Faceva parte del patriarcato di Costantinopoli ed era suffraganea dell'arcidiocesi di Efeso. Soppressa all'incirca nel XIII secolo, fu restaurata nell'Ottocento, dapprima unita a Krini e poi, dal 1883, come diocesi autonoma, elevata al rango di metropolia nel 1917. La metropolia di Anea fu de facto soppressa con la fine della presenza greca nella regione nel 1922.
Dal 1933, con la pubblicazione dell'Index sedium titularium, Anea è annoverata tra le sedi vescovili titolari della Chiesa cattolica.

## Cronotassi dei vescovi titolari
- William Tibertus McCarty, C.SS.R. † (2 gennaio 1943 - 11 marzo 1948 succeduto vescovo di Rapid City)
- Alfredo Antonio Francisco Müller y San Martín † (7 marzo 1948 - 5 aprile 1961 nominato vescovo di Cienfuegos)
- Giovanni Picco † (15 novembre 1962 - 14 agosto 1984 deceduto)